# Иехуда ха-Наси
Рабби Иехуда ха-Наси (известен также как Раббену ха-кадош — «наш святой учитель», или просто Рабби) (ок. 135 — ок. 220, по другим данным — 217) — основатель  танна шестого поколения, наси («предводитель», «патриарх»), глава Синедриона, систематизатор Устного Закона и основатель иудейского закона Мишны, на которой базируется Талмуд и из которого получен классический еврейский закон Галаха.

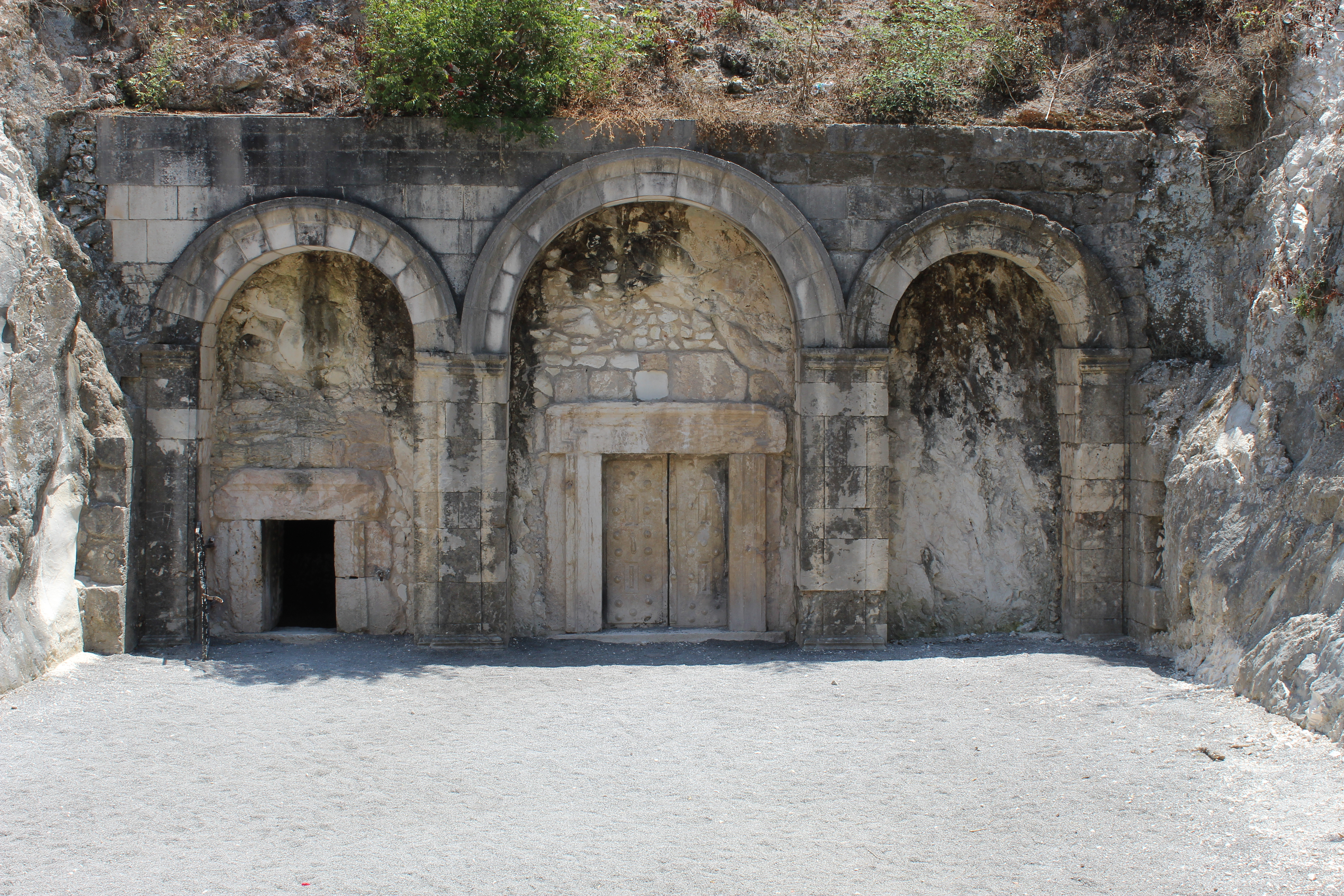
Пещера Раби Иехуда ха-наси. Бейт-Шеарим

Сын раббана Шимона бен Гамлиэля II, потомок царя Давида.
Точное место рождения неизвестно. Получил солидное образование в области еврейского права в палестинских академиях, которые переезжали из города в город из-за гонений при императоре Адриане. Изучал также светские дисциплины и языки, хорошо владел греческим, но говорил только на иврите, сделав его разговорным языком в своём доме вместо общеупотребительного арамейского. Несмотря на богатство, жил очень просто, всегда в окружении учеников, и большую часть времени уделял руководству академиями в Тверии, Бейт-Шеарим и Сепфорисе (Ципори). Умер в Палестине.
Из уважения к его благочестию и авторитету народ называл его Раббену ха-кадош («наш святой учитель») или просто Рабби (Учитель). Главный труд Рабби Иехуды ха-Наси заключался в систематизации Устного Закона. Эта работа завершилась составлением Мишны, в которой все законы иудаизма были разделены на трактаты и сведены в шесть тематических разделов.